# کلارا لوچکو
کلارا لوچکو (اوکراینی: Клара Степанівна Лучко؛ ۱ ژوئیه ۱۹۲۵ – ۲۶ مارس ۲۰۰۵ (aged ۷۹)) یک هنرپیشه اهل اتحاد جماهیر سوسیالیستی شوروی بود.
از فیلم‌ها یا برنامه‌های تلویزیونی که وی در آن نقش داشته است می‌توان به خانواده بزرگ، شب دوازدهم اشاره کرد.
وی همچنین برنده جوایزی همچون جایزه هنرمند مردمی اتحاد جماهیر شوروی شده است.